# Necvijeće
Necvijeće (cyr. Нецвијеће) – wieś w Bośni i Hercegowinie, w Republice Serbskiej, w mieście Trebinje. W 2013 roku liczyła 91 mieszkańców.